# 人類免疫缺乏病毒傳染防治及感染者權益保障條例
《後天免疫缺乏症候群防治條例》是中華民國1990年公佈施行，歷經多次修正的愛滋病防治條例，第一條為：「為防止後天免疫缺乏症候群之感染、蔓延及維護國民健康，特制定本條例；本條例未規定者，適用其他法律之規定。」其中規定，中央主管機關為行政院衛生署，地方主管機關為縣（市）政府。於2007年7月11日更名為《人類免疫缺乏病毒傳染防治及感染者權益保障條例》。
《人類免疫缺乏病毒傳染防治及感染者權益保障條例》與《後天免疫缺乏症候群防治條例》立法宗旨之差異是：前者不僅為防制疾病之感染，並著重於保障感染者權益。

## 第4條(感染人類免疫缺乏病毒者之人格與權益)
其中第4條規定：各級衛生醫療人員不得無故洩漏愛滋病感染者的資料；政府要保障感染者就學、就醫、就業等權利；未經感染者同意，不得對其錄音、錄影或攝影；還有為避免感染者傳染別人，政府得予必要之限制。
2005年，立法委員侯水盛等37人提起「後天免疫缺乏症候群防治條例第六條之一及第十七條條文修正草案」，以防治法不是保護法，防止無辜遭受感染為由，要求刪除保障就學等權利以及不得錄音等之項目。引起愛滋感染者權益促進會、台灣性別人權協會、台灣同志諮詢熱線、日日春關懷互助協會、婦女新知基金會、台灣國際勞工協會等團體之反對。

## 第7條(治療費用)
2005年2月，該法第7條作了修正，因此2006年1月1日起，愛滋病不再算是全民健康保險重大傷病範圍，檢驗與治療費用另由中央編列預算。2015年該法第16條修定後，愛滋治療費用回歸全民健康保險給付，惟因衛生福利部內疾病管制署與健保署仍須磋商未來藥費給付行政流程，通過時決議該條第3及第4項於公告2年後實施。
2017年2月4日，愛滋治療費用回歸健保給付正式生效，本國籍感染者確診後服藥前2年內，為鼓勵並建立其服藥順從性，費用由疾病管制署編列專案預算支應；服藥期滿2年，其治療費用回歸健保支應。

## 第9條(性病防治講習)
此條規定「意圖營利與人為性交或猥褻之行為經查獲者，應接受後天免疫缺乏症候群及其他性病防治講習」。2005年由於毒品途徑傳染愛滋病的案例大增，也有立法委員提案講習範圍應包括毒品使用者。

## 第10條(性病防治)
旅館業及浴室業，其營業場所應提供保險套及水性潤滑劑。

## 第12條(義務及權利)
感染者有提供其感染源或接觸者之義務；就醫時，應向醫事人員告知其已感染人類免疫缺乏病毒。
主管機關得對感染者及其感染源或接觸者實施調查。但實施調查時不得侵害感染者之人格及隱私。
感染者提供其感染事實後，醫事機構及醫事人員不得拒絕提供服務。

## 第18條(外國人之檢驗)
對入國（境）停留達三個月以上或居留之外國人、大陸地區人民、香港或澳門居民，得採行檢查措施，或要求其提出最近三個月內人類免疫缺乏病毒抗體之檢驗報告。前項檢查或檢驗結果呈陽性反應者，得撤銷或廢止其簽證或停留、居留許可，並令其出國（境）。
2015年再修法時，第18條、第19條與第20條等限制外籍人士出、入境及居留之惡法條文，依據修法理由：「基於國際人權趨勢，取消非本國籍人類免疫缺乏病毒感染者入境及停留、居留之限制，爰刪除原條文，回歸移民法規常態辦理。」被刪除，藉以保障感染者人權。
目前外籍人士之出、入境及居留權益不因其是否感染愛滋病毒而受到政府之差別待遇。

## 外部連結
- 人類免疫缺乏病毒傳染防治及感染者權益保障條例
- 立法院提案
  - ^ 立法院第6屆第1會期第2次會議議事錄 （页面存档备份，存于）（PDF格式）
  - 後天免疫缺乏症候群防治條例 第六條之一及第十七條條文修正草案 （页面存档备份，存于）（1433委5813）（PDF格式。純影像）
  - ^ 後天免疫缺乏症候群防治條例 第九條條文修正草案 （页面存档备份，存于）（PDF格式。純影像）
- ^ 2005年反刪除愛滋人權保障條款行動（愛滋感染者權益促進會提供）
- ^ 中央健康保險局公文